# Kurt Fischer
Kurt Alfred Fischer, född 8 september 1912, var en tysk SS-Obersturmbannführer och överstelöjtnant i Schutzpolizei. Under andra världskriget var han 1944–1945 kommendör för Ordnungspolizei i distriktet Warschau i Generalguvernementet.